# Férmion de Dirac
Na física de partículas, um férmion de Dirac é um férmion que não é sua própria antipartícula. Ele foi nomeado em homenagem ao físico Paul Dirac pelo fato de todos estes férmions obedecerem à equação de Dirac.
Todos os férmions do modelo padrão conhecidos atualmente, com exceção possivelmente dos neutrinos, são férmions de Dirac.

## Matéria condensada
Este termo também é utilizado pela física da matéria condensada para descrever pequenas excitações de energia em grafenos.